# Ericrocis lata
Ericrocis lata är en biart som först beskrevs av Cresson 1878.  Ericrocis lata ingår i släktet Ericrocis och familjen långtungebin. Inga underarter finns listade i Catalogue of Life.